# توماس یوهانسون (قایقران قایق بادبانی)
توماس یوهانسون (انگلیسی: Thomas Johanson؛ زادهٔ ۳ ژوئن ۱۹۶۹) قایقران قایق بادبانی اهل فنلاند بود.